# هوگو بارگاس
هوگو بارگاس (انگلیسی: Hugo Bargas؛ زادهٔ ۲۲ اکتبر ۱۹۸۶) بازیکن فوتبال اهل فرانسه است.
از باشگاه‌هایی که در آن بازی کرده‌است می‌توان به باشگاه فوتبال پک زووله، باشگاه فوتبال دی گرافشاپ، باشگاه فوتبال بلومینگ، باشگاه خیمناستیک تاراگونا، و باشگاه فوتبال کرمونزه اشاره کرد.